# Св. св. Кирил и Методий (Прилеп)
„Св. св. Кирил и Методий“ (на македонска литературна норма: „Св. Кирил и Методиј“) е православна църква в град Прилеп, Северна Македония. Църквата е под управлението на Преспанско-Пелагонийската епархия на Македонската православна църква – Охридска архиепископия.

## История
Църквата е градена в периода от 1926 до 1936 година, в непосредствена близост на стария параклис, изграден в 1884 година във Варошкото маало. Инициативата за строежа на параклиса е на отец Алекса Кочович, председател на сръбската църковно-училищна община в града. По-късно сърбоманин става и поп Спасе Игуменов. След установяването на сръбската власт в града, в 1924 година епископ Йосиф Битолски освещава основите на нова църква посветена на славянските първоучители, а в 1936 година църквата е осветена от Николай Охридско-битолски.
Проектът на църквата е на архитект Момир Корунович (1883-1969). Сградата е на триконхална основа във формата на кръст, но без купол, с което добива базиликален изглед. Притворът и олтарното пространство са отделени от наоса със стълбове. В криптата има костница с останките на около 6000 сръбски войници, загинали в района през Първата световна война. Във фасадата Корунович използва моравски и личният си национално-романтичен стил, с полкръгъл тимпан над западния вход в рустикален стил. Храмът има скромен иконостас. В 2006 година е довършен строежът на куполът на църквата, който навремето не е доизграден поради недостиг на пари.
Освен няколко нови икони, всички икони в храма и царските двери са дело на прилепския зограф Иван Апостолов, пренесени заедно с целия иконостас от съборената в новата църква.